# دی‌ئی‌پی‌وی تلیس‌من (۱۹۳۵)
دی‌ئی‌پی‌وی تلیس‌من (۱۹۳۵) (به انگلیسی: DEPV Talisman (1935)) یک کشتی است که طول آن ۲۲۷ فوت (۶۹ متر) می‌باشد. این کشتی در سال ۱۹۳۵ ساخته شد.